# Španělská královská akademie věd
Španělská královská akademie věd, přesným názvem Královská akademie exaktních, fyzikálních a přírodních věd (španělsky: Real Academia de Ciencias Exactas, Físicas y Naturales) je španělská učená společnost se sídlem v Madridu. Byla založena roku 1847 králem Filipem II. Jejími předchůdci byly Matematická akademie založená roku 1582 Juanem de Herrerou a Královská akademie lékařství a přírodních věd založená roku 1734. V roce 1847 byly obě tyto instituce sloučeny do dnešní akademie věd, z velké části z iniciativy matematika a navigátora Jorge Juana y Santaciliy. Roku 1897 akademie získala budovu na Calle Valverde, kterou dříve užívala Španělská královská akademie. Ke specifikům španělské akademie věd patří - jak vypovídá přesný název - že se nezaměřuje na společenské vědy. Akademie se skládá z 54 řádných členů a 90 národních dopisovatelů. Má také čestné členy a zahraničních korespondenty. Má vlastní knihovnu s více než 27 000 svazky a dalšími dokumenty.